# 原田知世ベスト+「時をかける少女」オリジナル・サウンドトラック
『原田知世ベスト+「時をかける少女」オリジナル・サウンドトラック』（はらだともよベスト・プラス・ときをかけるしょうじょ・オリジナル・サウンドトラック）は、原田知世のコンピレーション・アルバム。

## 概要
発売年の1987年はCDの生産が始まって間もないころであり未CD化（当時）のEP盤シングルレコード全6曲と、後半に同じく未CD化（当時）の1983年の原田知世主演映画「時をかける少女」のサウンドトラックを合わせてCD化したコンピレーション・アルバムである。
『「時をかける少女」オリジナル・サウンドトラック』は、1994年にCD選書として再発売された。

## 収録曲
| #         | タイトル                             | 作詞       | 作曲       | 編曲       | 時間  |
| --------- | ------------------------------------ | ---------- | ---------- | ---------- | ----- |
| 1.        | 「悲しいくらいほんとの話」           | 来生えつこ | 来生たかお | 星勝       | 3:11  |
| 2.        | 「恋のヒント教えて」                 | 来生えつこ | 小林泉美   | 星勝       | 3:32  |
| 3.        | 「ときめきのアクシデント」           | 来生えつこ | 来生たかお | 星勝       | 3:26  |
| 4.        | 「魔法をかけて」                     | 芹沢類     | 伊藤銀次   | 星勝       | 3:58  |
| 5.        | 「ずっとそばに」                     | 松任谷由実 | 松任谷由実 | 松任谷正隆 | 4:38  |
| 6.        | 「時をかける少女」                   | 松任谷由実 | 松任谷由実 | 松任谷正隆 | 3:49  |
| 7.        | 「星くずとわたし」                   |            | 松任谷正隆 | 松任谷正隆 | 4:34  |
| 8.        | 「時の子守唄」                       |            | 松任谷正隆 | 松任谷正隆 | 2:02  |
| 9.        | 「ラベンダーの謎」                   |            | 松任谷正隆 | 松任谷正隆 | 4:00  |
| 10.       | 「9:87」                             |            | 松任谷正隆 | 松任谷正隆 | 1:57  |
| 11.       | 「ふれあい」                         |            | 松任谷正隆 | 松任谷正隆 | 1:47  |
| 12.       | 「タイム・トラベラー」               |            | 松任谷正隆 | 松任谷正隆 | 3:55  |
| 13.       | 「歪んだ時間」                       |            | 松任谷正隆 | 松任谷正隆 | 2:24  |
| 14.       | 「愛のためいき」(原田知世・高柳良一) | 平田穂生   | 大林宣彦   | 松任谷正隆 | 1:57  |
| 15.       | 「走りくる夢」                       |            | 松任谷正隆 | 松任谷正隆 | 5:54  |
| 16.       | 「いつかどこかで……」                 |            | 松任谷正隆 | 松任谷正隆 | 4:25  |
| 合計時間: | 合計時間:                            | 合計時間:  | 合計時間:  | 合計時間:  | 55:29 |